# Fushūgaku

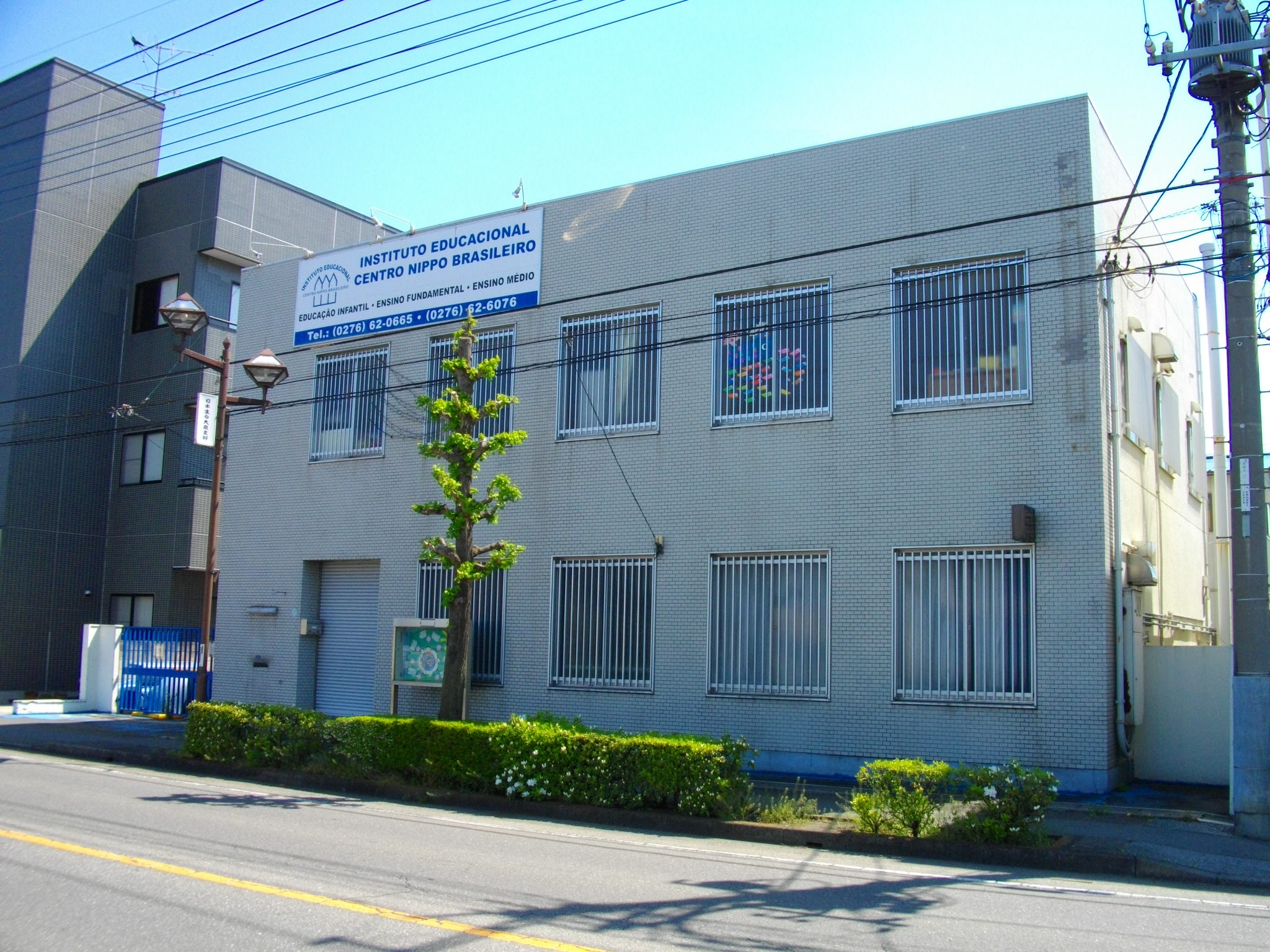
Istituto scolastico nippo-brasiliano in Giappone

Fushūgaku (不就学?) è un termine giapponese che indica i bambini che non frequentano la scuola. Si riferisce solitamente agli studenti stranieri, soprattutto nippo-brasiliani.

## Caratteristiche
Uno dei principali motivi della diffusione di tale fenomeno sociale è da ricercare nella difficoltà per gli immigrati brasiliani nel comprendere la lingua giapponese. In altri casi essi sono in grado di capire sia il giapponese sia la propria lingua nativa, ma il loro livello di conversazione è insufficiente per partecipare alle lezioni. Anche il bullismo da parte degli studenti giapponesi madrelingua può contribuire alla loro scelta di non frequentare la scuola. In altri casi, i soggetti coinvolti hanno dei genitori che lavorano entrambi per sostenere la famiglia, e il tempo a disposizione di questi ultimi dedicato all'educazione dei figli è limitato.
Un'altra ragione è che i genitori di fushūgaku vogliono mandare i propri figli in scuole in cui essi possano usare la lingua nativa. Tuttavia queste scuole hanno costi di iscrizione tra i 30.000 e 50.000 ¥ al mese, quindi non possono permettersi di mandarvi i figli, situazione aggravata dal periodo di recessione che ha colpito l'economia globale nella seconda metà degli anni duemila.

## Statistiche
Secondo i dati del governo giapponese, il numero dei bambini nippo-brasiliani in età scolare (5-14 anni) che frequentano delle scuole multietniche in Giappone è di 10.000 su un totale di 33.500, il resto probabilmente frequenta una scuola portoghese o non frequenta affatto. Quest'ultimo aspetto è possibile in quanto in Giappone la scuola non è obbligatoria per gli immigrati e per gli stranieri.
Sempre a causa della crisi, la quale ha colpito duramente i lavoratori brasiliani in Giappone, vi è stato un vistoso calo delle iscrizioni dei bambini nippo-brasiliani alle scuole speciali portoghesi: per esempio nella scuola della città di Gunma, circa 20 studenti su 50 hanno abbandonato la lezioni, in molti casi senza nessun preavviso. Una scuola di Iwata, nei pressi della città di Hamamatsu (prefettura di Shizuoka, famosa per essere sede della più grande comunità di brasiliani in Giappone) ha visto abbandonare le lezioni 30 studenti nel settembre 2008.
A differenza degli studenti giapponesi, i quali nel 98% dei casi completano le scuole superiori, la percentuale degli studenti nippo-brasiliani è molto più bassa, i quali abbandono le lezioni già durante la scuola media. Questo tasso di abbandono scolastico viene associato agli elevati livelli di criminalità giovanile con protagonisti ragazzi di origine brasiliana, che a sua volta ha contribuito a creare la percezione negativa della comunità brasiliana in Giappone.